# Czarne Ziemie
Czarne Ziemie (ros. Чёрные Земли, Czornyje Ziemli) – półpustynny obszar równinny w europejskiej części Rosji, w zachodniej części Niziny Nadkaspijskiej, na terytorium Republiki Kałmucji. Rozciąga się od wyżyny Jergieni na zachodzie do delty Wołgi na wschodzie. Na terenie Czarnych Ziem występuje pasterstwo transhumancyjne (głównie wypas zimowy). Nazwa obszaru wzięła się od tego, że w zimie nie występuje na nim stała pokrywa śnieżna.